# St. Ulrich (Kempten)

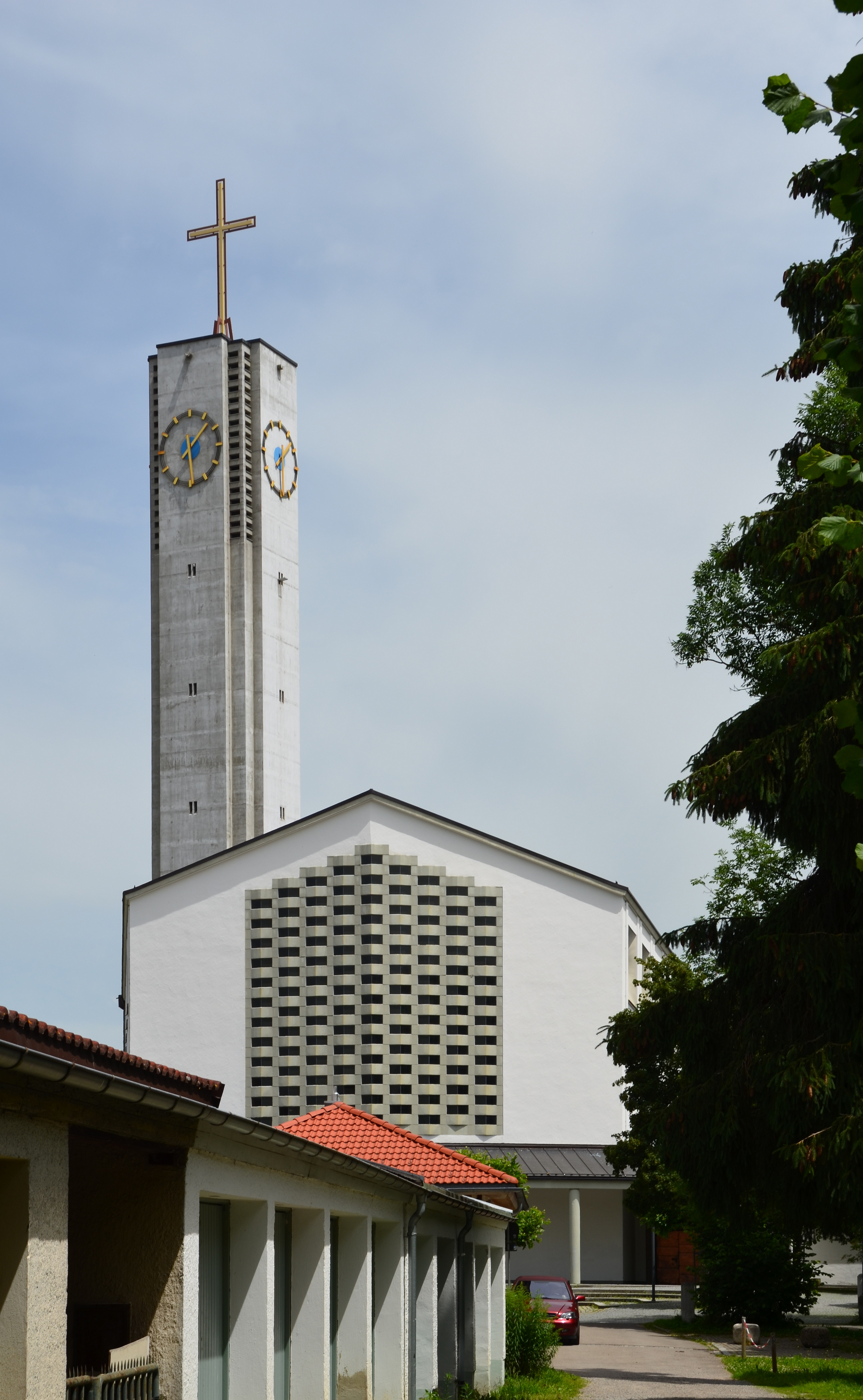
Kirche St. Ulrich in Kempten

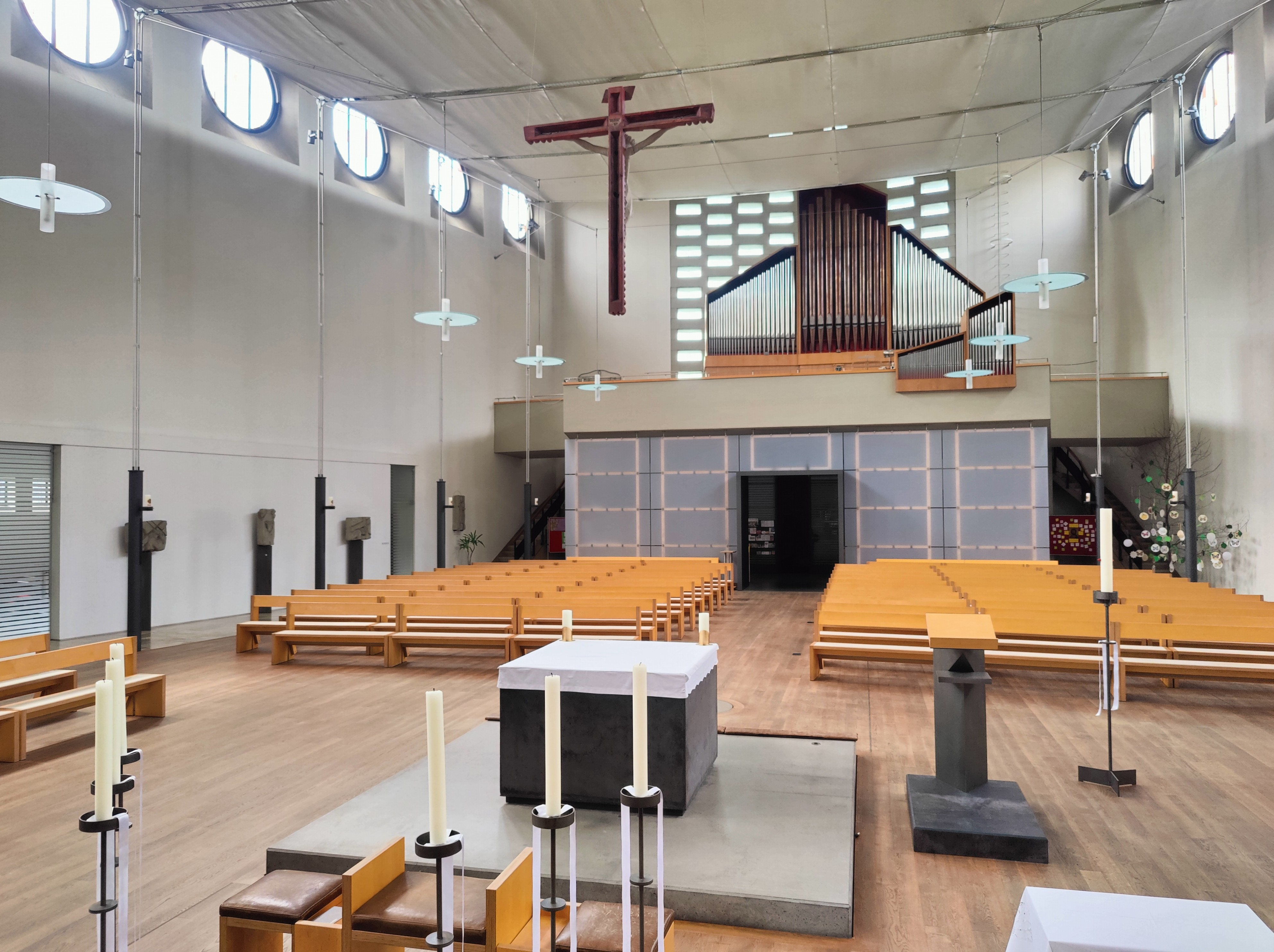
Innenraum, Blick zur Orgel (2023)

Die römisch-katholische Pfarrkirche St. Ulrich in Kempten im Allgäu ist ein im östlichen Stadtteil Lindenberg befindlicher Kirchenbau. Er prägt aufgrund des hohen Kirchturmes weithin sichtbar den Stadtteil auf dem Lindenberg. Ausführender Architekt war der Regierungsbaumeister Willy Hornung aus Ottobeuren. Die puristisch gestaltete Stahlbetonkirche beeinflusste den weiteren Bau von Kirchen aus Beton in Kempten. Die Kirche ist dem heiligen Ulrich von Augsburg geweiht.

## Geschichte
Nach dem Zweiten Weltkrieg kamen viele Abgeschobene nach Kempten. Um für sie schnell Wohnraum zu schaffen, wurden von den Kemptener Wohnungsbaugesellschaften auf dem Lindenberg Reihenhäuser auf dem Gelände der Römerstadt Cambodunum errichtet. Um eine Pfarrkirche für das neu entstandene Stadtviertel zu schaffen, plante man ab 1955 den Bau der St.-Ulrichs-Kirche.
Bald wurde der ehemalige Lerpscher Hof als Standort ausgesucht; die Stadt überließ das Grundstück der neuen Pfarrei kostenlos. Der Rohbau der Kirche sollte bis 1960 fertiggestellt sein, es kam jedoch zu Verzögerungen. Erst  im Herbst drei Jahre später konnte Josef Zimmermann die Kirche weihen. Anfang 1964 wurde die Stadtpfarrei St. Ulrich durch den Bischof Josef Stimpfle offiziell errichtet.
Die Orgel wurde 1969 in einer ersten Ausbaustufe errichtet und 1979 fertiggestellt. Das Instrument von Maximilian Offner verfügt seitdem über 35 Register auf drei Manualen und Pedal.
Bei einer Untersuchung der Bausubstanz gegen Ende der 1990er Jahre erwies sich der Betonbau als stark sanierungsbedürftig. Aus Kostengründen erwog man einen Abriss, auch weil die Gemeinde zwischenzeitlich unter anderem durch den Abzug der Bundeswehr kleiner geworden war.
Auf Eilantrag der Erben des Architekten, die sich auf das Urheberrecht berufen konnten, stoppte der 7. Zivilsenat des Oberlandesgerichtes Augsburg per Einstweiliger Verfügung die Abbruchplanung. Das Gericht rügte in seinem Urteil vom Dezember 2000 den seit Jahrzehnten hingenommenen Verfallsprozess am Bauwerk. Die Kirche wurde in der Folgezeit saniert und durch Einbauten im Inneren für flexible Nutzungen ertüchtigt. Am 4. Adventssonntag 2004 wurden nach langer Zeit erstmals wieder Gottesdienste gefeiert.